# 加利福尼亚学院 (北平)
加利福尼亚学院，旧址位于北京市东城区，是中华民国时期设在北平市的一座学院。

## 简介
该学院的旧址位于朝阳门内大街北京外交人员服务局后面。1910年兴建。原是美国教会兴建，作为培训传教士中文并提供休息处的“华北协和话语学校”。美国第一代专业汉学家，大部分是1930年代靠哈佛燕京学社的奖学金到北平进修。为这批青年提供语言训练的正是华北协和话语学校。韦慕庭和费正清也是在该校的网球场上开始了友谊。韦慕庭于1932年秋自哥伦比亚大学来到北平，因奖学金不足，他在华北协和话语学校学习时兼充该校图书馆的管理员。
1930年后，该学校更名为“加利福尼亚学院”，开始招生。后来该学校停办。
2005年，北京市东城区编纂出版《东华图志》，其中对朝阳门内大街81号的历史进行了错误介绍。在本书编纂出版时，有位美国记者错将该院的两座小楼与由此向西一站地的北京外交人员服务局后边的原“华北协和话语学校”建筑混淆，写出了《一栋记录中美历史关系的学校将被拆除》的报道，《东华图志》编纂人员不察，将此错误说法收入书中。实际上根据档案显示，华北协和话语学校（及加利福尼亚学院）与朝阳门内大街81号没有任何关系。